# チーズ転がし祭り

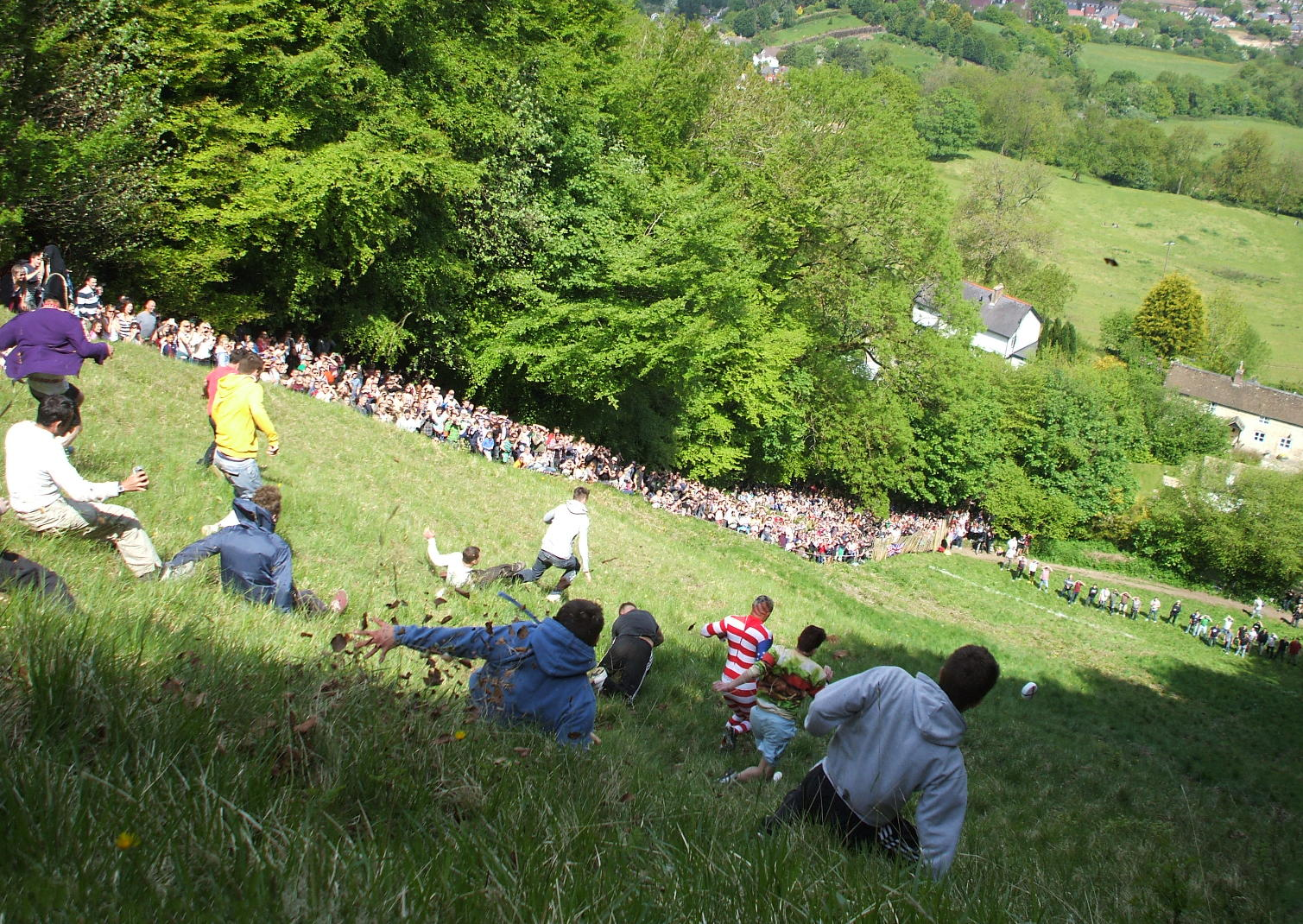
2013年5月27日のレース

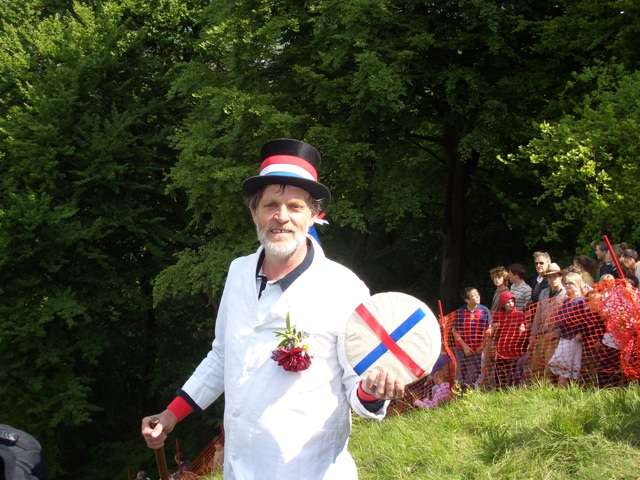
チーズを構える司会者

チーズ転がし祭り（チーズころがしまつり、英: The Cooper's Hill Cheese-Rolling and Wake）とはイングランドのコッツウォルズのグロスターの近く、クーパーズヒル（Cooper's Hill）で春の休日（Spring Bank Holiday）に行われる年中行事である。
その祭りは伝統的に地方の田舎のブロックワース (Brockworth, Gloucestershire) の人々がブロックワークスの人々の為に行われてきたが、今では世界中の人々が参加する。起源は偶然説もあるが、正しいとは言えない。

## 形式
丘の頂上から丸型のダブルグロスターチーズが転がされ、競技者たちがそれを追いかけて丘を駆け下りる。丘のふもとに引かれたゴールラインを最初に超えた者がチーズを獲得する。形式上、競技者たちの目的はチーズを捕まえることであるが、一秒ほど先にスタートしたチーズの速度は時速70マイル（時速112キロメートル）にも達することがあり、観客をなぎ倒すほどの勢いを持つこの物体を捕まえることは不可能に近い。
クーパーズヒルから3マイルほど離れた村シャーディントン (Shurdington) には"The Cheese Rollers"（チーズ転がし亭）というパブがあるが、この店の名前はチーズ転がし祭りから取られている。
会場から最寄りのパブは"The Cross Hands"と"The Victoria"で（共にブロックワースにあり）、競技者たちがレース前の景気づけに一杯ひっかけたり、戦略を練るのに使われている。レース後の疲労回復にも。
レースは5回行われ、一度に20名走ることができる（うち1回は女性のみ）。
合間に丘を駆け上るレースが3回行われる（子供・男性・女性の順）。

## 歴史
正確な情報を見つけるのは困難だが、この伝統は少なくとも200年以上は続いている。ブリタニアもしくはペイガニズムの時代から続いているとも言われているが、これには証拠がない。年を追うごとに人気が高まっており、世界中から押し寄せた人々が競技に参加し、あるいは単に見物している。
2009年には5000人規模の会場に15000人近くの人が集まるほどとなり、安全上の懸念から2010年度のイベントは中止された。きちんと組織化され管理された二日間のイベントとして再出発しようという趣旨で発表された2011年の運営方針には、地元の委員会からの要望を受けて、安全の確保、群集整理のためのフェンス設置、そして有料の観客席を設けることが含まれていた。
しかし20ポンドの参加費徴収は参加者たちの怒りを買い、運営委員会のメンバーは個人攻撃に晒され、命を脅かす脅迫状まで送られるなどの騒ぎとなった。
委員会はイベントの運営を断念。2011年のイベント開催は不可能と思われていたが、結局、自主的に集まった人々によって管理者なしで行われた。
イベントの盛り上がりに対し、警察はレース用チーズの生産者に対し「負傷者が出た場合に責任を問われる可能性がある」と警告したため、2013年のレースではチーズの使用を断念。模造品で代用することになったが、翌年以降は本物のチーズを使用したレースが復活している。

## 使用されるチーズ
このイベントではダブルグロスターチーズが使用されるが、これは通常円筒形に成形されるハードタイプのチーズである。
現在チーズを提供しているのは地元のチーズ製造業者ダイアナ・スマートで、1988年からチーズを提供している。
第二次世界大戦中には配給制が敷かれたため、イベントにチーズを使うことが困難となった。結果として1941年から1954年まで替わりに木製「チーズ」が使用されることとなったが、この木製レプリカの中心の空洞にはチーズのかけらが埋め込まれていた。

## 怪我
丘の傾斜が激しく表面がでこぼこなため、数名の怪我人が出るのが毎度の事となっており、怪我の範囲は足首の捻挫から骨折、脳震盪にまで及ぶ。
丘のふもとでは地元の聖ジョン救急機構（グロスター、チェルトナム、ストラウド地方）により救急サービスが提供されている。途中で止まった怪我人がいた場合、ボランティアの救助グループが控えていて下まで運んでくれる。病院での治療が必要とされる怪我人が毎年少なくとも一人、たいていは数人出ることから、会場には数台の救急車が控えている。チーズ転がし祭りはかつて次のように要約されたことがある。「20人の若者がチーズを追いかけて200ヤードの急斜面を転がり落ち、ふもとで救急隊にかき集められて病院に搬送される。」
2005年には救急車が病院から戻ってくるまでレースの開始が遅らされたことがあったが、これは先のレースで出た怪我人を運ぶために全車が出払ってしまったためである。かような状況にもかかわらず、この祭りは近年もっとも人気のあるイベントの一つとなっており、4回のレースでは走りきれないほどの参加者が集まっている。

## チーズ転がしとポピュラーカルチャー
コメディアンのDave Allenは、1970年代のテレビ番組『Dave Allen At Large』で、チーズ転がしを地方のものからより広い視聴者にもたらしたと広く信じられている。彼の呼び込み以来、テレビ報道のレベルが増加した。
イギリスの放送局Fiveの番組『Rory & Paddy's Great British Adventure』では、チーズ転がし祭りは大々的に報道された。有名無実のRory McGrathとPaddy McGuinnessは"奇妙なスポーツの先駆者"（the grandaddy of weird sports）と表現した。
チーズ転がしはテレビシリーズ『ER緊急救命室』にも現れた。シーズン14のエピソード8の"Coming Home"でごちゃ混ぜ状態のチーズ転がし祭りのファンが論争になり（このアクシデントも正確さに欠けるが）、Archie Morrisがソロモンの裁判をすることを許す。
『ギルモア・ガールズ』のエピソード6x03の"不卒業生"（The UnGraduate）でLogan Huntzbergerは彼の友人のティム・フィップス（Tim Phipps）とコリン（Colin）に彼のグロスターシャーでの日々でチーズ転がし祭りについて簡潔に言及している。
2008年、ブラジル人のコメディアンの2人組VesgoとSilvioがテレビ番組『Panico na TV』でチーズ転がし祭りに参加したが、その2人組みは丘の下でチーズを取ることに失敗した。
チーズ転がしはオンラインゲームのバーチャルペットサイトNeopets, Inc.で同じルールで行われている。
『Muse』というマガジンの記事はチーズ転がしでカバーされている。
The Maccabeesのビデオの彼らの歌『Can You Give It』は2009年のイベントと優勝者フィーチャーされている。
2009年7月28日、ESPNのE:60で2009年5月のチーズ転がし祭りの5つのレースが放送された。
日本においてもニュース番組などでは以前から取り上げられていたが、バラエティ番組『世界の果てまでイッテQ!』（2007年6月17日放送）で宮川大輔が日本人として初めて参加し、日本人初の2位に入賞した。
2013年5月27日の第4レースで日本人参加者が忍者のコスプレで参加し、日本人として初の1位となった。